# Ahl al-Hadis
Ahl al-Hadis (arab. ‏أهل الحديث‎; dosłownie „Ludzie hadisów”) – termin używany na określenie kilku ruchów wewnątrz islamu, zarówno współczesnych, jak i historycznych, które podkreślają znaczenie hadisów. Zwolennicy tych ruchów uważają, że mają prawo do korzystania z hadisów niezależnie od tradycyjnych uczonych i mogą szukać w nich wskazówek dotyczących religii i życia w zgodzie z nią. Sprzeciwiają się zatem praktyce znanej jako taklid, którą uważają za bezmyślne podporządkowanie się oficjalnym interpretacjom. Uważają natomiast, że prawdziwe hadisy, obok Koranu, są najważniejszymi źródłami wskazówek co do tego, jak powinien żyć i zachowywać się muzułmanin.
W czasach współczesnych określenia Ahl al-Hadis używa się w odniesieniu do ruchu domagającego się reformy islamu. Często stosuje się je zamiennie z określeniem salafizm lub postrzega jako jedno z jego odgałęzień. Przeciwnicy często określają ich mianem wahabitów, ale oni sami twierdzą, że są oddzielnym ruchem. Część uczonych przyznaje im rację. Większość zwolenników Ahl al-Hadis zamieszkuje subkontynent indyjski, podczas gdy salafitów można spotkać głównie w świecie arabskim i w Azji Południowo-Wschodniej. Szacuje się, że Ahl al-Hadis na terenie Bangladeszu, Indii i Pakistanu jest popierany przez około 60 milionów osób. Niektóre organizacje są wspierane finansowo przez Arabię Saudyjską. Na terenie Pakistanu działa partia Dźamiat Ahl-e Hadis, stanowiąca polityczne skrzydło ruchu.

## Historia
Za jednego z prekursorów Ahl al-Hadis uznaje się Al-Buchari, autora zbioru hadisów Al-Dżami as-Sahih. Współcześni Al-Buchariemu uczeni, tacy jak Ibn Hadżar al-Askalani czy Ahmad ibn Hanbal, chwalili jego prace i według ich opinii kierowanie się hadisami było niezbędne, by być dobrym muzułmaninem. Ibn Hanbal w swoich pismach używał już określenia Ahl al-Hadis, z tym że nie określano tak wówczas odrębnego nurtu, ale ogół sunnitów, którzy przykładali dużą wagę do hadisów. Ówcześni zwolennicy hadisów stali w opozycji do Mutazylitów, którzy propagowali alegoryczne odczytywanie Koranu. Współcześni Ahl al-Hadis chętnie odwołują się do wydarzeń z pierwszych wieków islamu, uważają je bowiem za dowód na to, że głoszone przez nich hasła mają na celu powrót do pierwotnych źródeł religii. Zwolennicy ruchu odwołują się również do działalności i poglądów Ibn Tajmijji, który uchodzi za prekursora współczesnego salafizmu. Ibn Tajmijja żył w XIII i XIV wieku i głosił potrzebę oczyszczenia islamu z obcych naleciałości.
Współcześnie istniejący ruch wpisujący się w tradycję Ahl al-Hadis wywodzi się bezpośrednio z XIX-wiecznych nurtów reformatorskich obecnych w północnych Indiach. Ich zwolennicy pochodzili głównie z elit intelektualnych i wyższych klas społeczeństwa. Głównymi ideologami byli Sajjid Nazir Husajn i Siddik Hasan Chan, którzy opierali się przede wszystkim na pracach jemeńskich uczonych. Skupili się głównie na edukacji, pisaniu i wydawaniu prac. Dzięki ich działalności temat hadisów zainteresował wielu przedstawicieli elit społecznych południowej Azji. Zdaniem niektórych uczonych, takich jak politolog Antoine Sfeir, Ahl al-Hadis nie udało się przyciągnąć mas i ograniczały się one tylko do elit i wyższych warstw społeczeństwa. Wśród warstw niższych i robotników niezmiennie popularny był ludowy islam i sufizm, którym Ahl al-Hadis się przeciwstawiał. Krytyka sufizmu doprowadziła do konfliktu z jego zwolennikami, zjednoczonymi w organizacji znanej jako Barelvi.
W latach 20. XX wieku zwolennicy Ahl al-Hadis otworzyli swoje centrum w Śrinagarze. Większość muzułmanów zamieszkujących ten region była hanafitami, czyli zwolennikami sunnickiej szkoły prawa znanej jako Hanafi. Jako że Ahl al-Hadis krytykowali tradycyjne interpretacje pism i prawa, także te hanafickie, spotkali się z wrogością. Zazwyczaj stosowano wobec nich ostracyzm, ale zdarzały się także przypadki wymierzonej przeciwko nim przemocy. Często wysuwano wobec nich oskarżenia o apostazję i odmawiano im prawa do modlitwy w meczetach. Nie zatrzymało to jednak rozwoju Ahl al-Hadis. W latach 30. ruch zaczął działać także na terenie współczesnego Pakistanu. Pod przewodnictwem Ehsana Zahira jego zwolennikom udało się w latach 70. stworzyć sieć własnych meczetów i szkół.
Współcześnie meczety i szkoły należące do zwolenników Ahl al-Hadis istnieją również w krajach zachodnich. Jest to efekt przede wszystkim migracji ludności z subkontynentu Indyjskiego. W Wielkiej Brytanii istnieją 42 ośrodki prowadzone przez przedstawicieli ruchu, do których należy około 10 000 ludzi. Część organizacji utworzonych przez zwolenników Ahl al-Hadis otrzymuje wsparcie finansowe od Arabii Saudyjskiej. Saudyjczycy finansują również podobny ruch działający na tych samych terenach, znany jako Deobandi. W opozycji do Ahl al-Hadis pozostają nie tylko ruchy sufickie, lecz także koraniczne, umniejszające rolę i znaczenie hadisów. Niektórzy zwolennicy Ahl al-Hadis wstępowali do organizacji Laśkar-e Tajba, uznawanej za terrorystyczną.

## Praktyki
Zwolennicy Ahl al-Hadis różnią się w niektórych sprawach od przedstawicieli innych grup muzułmańskich. Różnice te przejawiają się zarówno w wyglądzie, jak i w praktykach oraz wierzeniach. Mężczyźni noszą zazwyczaj nieprzyciętą brodę, która jest uznawana za jeden ze znaków rozpoznawczych przynależności do ruchu. Mają inne zwyczaje modlitewne. W czasie modlitwy początkowo trzymają dłonie powyżej linii wyznaczonej przez pępek, następnie podnoszą je na wysokość głowy. Na zakończenie głośno powtarzają „amen" po swoim prowadzącym. Z racji ograniczania się do Koranu i hadisów i odrzucania tradycyjnych interpretacji uczonych muzułmańskich są często porównywani do szkoły prawa islamskiego znanej jako Zahiri, z którą część z nich faktycznie się identyfikuje.
Nauczanie religijne obejmuje zróżnicowane teksty muzułmańskich uczonych, ale niewielu członków ruchu uważa się za zwolenników jednej konkretnej szkoły prawa. Uważają, że o wiele ważniejsze jest wypełnianie obowiązków płynących z religii w życiu codziennym i przestrzeganie praktyk religijnych. Oficjalnie głoszą szacunek dla wszystkich sunnickich szkół prawa islamskiego, ale są zdania, że powinno się bazować bezpośrednio na Koranie i hadisach. Ruch jest często porównywany do salafitów, a jego przeciwnicy nazywają go wręcz wahhabickim. Członkowie ruchu dystansują się jednak od tych porównań.

## Przywódcy i ideologowie
- Muhammad Asadullah al-Galib
- Sajjid Nazir Husajn
- Siddik Hasan Chan
- Ehsan Elahi Zahir
- Zubajr Ali Zai
- Abd ar-Rahman al-Mu’allimi al-Jamani
- Muhammad Śams ul-Hak Azimabadi
- Muhammad Hajja as-Sindi
- Badi ud-Din Śah ar-Raśidi
- Muhammad asz-Szaukani